# پره‌اکلامپسی پس از زایمان
پره‌اکلامپسی بعد از زایمان (به انگلیسی: Postpartum Preeclampsia) یک عارضهٔ کمیاب است که با فشار خون بالا و پروتئین اضافی در ادرار مادر پیش می‌آید. اگر بعد از زایمان یک خانم، پزشک زنان در همان بیمارستان مشکوک به وجود پره‌اکلامپسی باشد، معمولاً با انجام برخی آزمایش‌هایی مثل آزمایش خون و آزمایش ادرار آن را می‌فهمد.

## علائم
علائم و نشانه‌هایی که منجر به تشخیص پره‌اکلامپسی بعد زا زایمان می‌شوند:
- داشتن فشار خون بالا
- ورم صورت یا دست
- پروتئین زیادتر از حد معمول ادرار
- تهوع
- سردرد شدید
- کم شدن ادرار
- تاری دید
- حساسیت به نور
- نابینایی موقت
- درد در ناحیهٔ فوقانی شکم
- استفراغ
- افزایش ناگهانی وزن طی یک هفته بعد از زایمان[۱]

## عوارض
عوارض پره‌اکلامپسی اغلب می‌تواند به صورت این موارد به وجود بیاید:
- اکلامپسی بعد زایمان
- آسیب به اندام‌های حیاتی شامل مغز، کبد و کلیه‌ها
- ورم یا ادم ریوی
- سندرم هلپ
- ترومبوآمبولی
- سکتهٔ مغزی
- کما و حتی مرگ در صورت درمان نشدن

## درمان
پره‌اکلامپسی با تشخیص زودهنگام قابل درمان است. داروهایی که برای درمان تجویز می‌شود:
- تجویز داروی کاهش فشار خون
- دارو برای جلوگیری از تشنج مثل سولفات منیزیم به مدت ۲۴ ساعت[۲]